# Westminster Station
Westminster Station er en London Underground-station i City of Westminster. Den betjenes af Circle, District og Jubilee lines. På Circle og District lines er stationen mellem St. James's Park og Embankment og på Jubilee line er den mellem Green Park og Waterloo. Den er i takstzone 1. Stationen er beliggende på hjørnet af Bridge Street og Victoria Embankment og er tæt på Houses of Parliament, Westminster Abbey, Parliament Square, Whitehall, Westminster Bridge og London Eye. I nærheden er også Downing Street, The Cenotaph, Westminster Millennium Pier, Finansministeriet, Foreign and Commonwealth Office og Højesteret.
Stationen er to-delt: perroner i afgravning, der blev åbnet i 1868 af Metropolitan District Railway (MDR) som del af selskabets første etape af Inner Circle-ruten, og dybtliggende perroner, der blev åbnet i 1999 som del af Jubilee lines forlængelse fra Green Park til Stratford. Det har kørt en varieté af Underground- og fjerntogsbetjeninger på cut-and-cover-sporene, men den oprindelige station blev totalombygget i forbindelse med anlægget af de dybtliggende perroner og Portcullis House, der står ovenpå stationen.

## Historie

### Afgravningsstation
| Anlæg af Metropolitan District Railway nær Westminster Station i 1866. Til venstre er Tothill Street, og til højre er Parliament Square. |  | Anlæg af Metropolitan District Railway nær Westminster Station i 1866. Til venstre er Tothill Street, og til højre er Parliament Square. |
| Anlæg af Metropolitan District Railway nær Westminster Station i 1866. Til venstre er Tothill Street, og til højre er Parliament Square. |  | |

Stationen blev åbnet som Westminster Bridge den 24. december 1868 af det damp-opererende jernbaneselskab Metropolitan District Railway (MDR) (nu District line), da jernbanens første etape åbnede fra South Kensington. Den var oprindeligt MDR's østlige endestation og stationsafgravningen sluttede ved en betonvæg adskilt af træsveller. Indkørslen til stationen fra vest kører i cut-and-cover-tunnel under kørebanen på Broad Sanctuary og diagonalt under Parliament Square. I Broad Sanctuary er tunnelen tæt på Westminster Abbey og St. Margarets Kirke og udgravningen foregik med omhu for at undgå at underminere deres fundamenter.
Den oprindelige stationsbygning var en midlertidig kontruktion over sporene og perronerne var overdækket med hver sin markise frem for et stort overdækkende glastag, der var opsat på MDR's øvrige stationer. Adgang til stationen var gennem en passage fra Bridge Street og en gangtunnel under vejen. Den 30. maj 1870 blev jernbanen forlænget til Blackfriars.
MDR havde forbindelse til Metropolitan Railway (MR, senere Metropolitan line) ved South Kensington og, selvom de to selskaber var rivaler, kørte hvert selskab deres tog på det andet selskabs spor i en fælles service, kaldet "Inner Circle". Den 1. februar 1872 åbnede MDR en nordgående afgrening fra sin station ved Earl's Court for forbindelse til West London Extension Joint Railway (WLEJR, nu West London Line), hvilket der var forbindelse til ved Addison Road (nu Kensington (Olympia)). Fra denne dag begyndte "Outer Circle"-tog at køre på MDR's spor. Betjeningen blev kørt af North London Railway (NLR) fra sin endestation på Broad Street (nu nedrevet) i City of London via North London Line til Willesden Junction, herfra West London Line til Addison Road og MDR til Mansion House – MDR's nye østlige endestation.
Fra 1. august 1872 begyndte "Middle Circle"-tog også kørsler gennem Westminster fra Moorgate langs MR's spor på den nordlige side af Inner Circle til Paddington, herfra på Hammersmith & City Railway (H&CR)-spor til Latimer Road, videre, via en nu fjernet forbindelse, til West London Line til Addison Road og MDR til Mansion House. Betjeningen blev kørt i fællesskab mellem H&CR og MDR. Den 30. juni 1900 blev Middle Circle-ruten forkortet til Earl's Court, og den 31. december 1908 blev Outer Circle-betjeningen indstillet på MDR's spor. Som en del af et forsøg på at forbedre konkurrencedygtigheden blev MDR's spor elektrificeret i løbet af 1905 og nye elektriske togsæt blev indsat. I 1907 fik stationen sit nuværende navn, Westminster.
I midten af 1890'erne var stationsindgangen blevet en del af en større bygning. I 1922 blev en ny indgang og nyt udhæng designet for indgangen på Bridge Street af Charles Holden, og i 1924 designede han en simpel vandskuret erstatningsbygning for den østlige indgang på Embankment. Disse var de første af mange projekter af arkitekten for London Electric Railway (den primære forløber for London Transport og Transport for London). Stationens perroner blev også renoveret med ny vægbeklædning i et grønt, blåt, sort og hvidt flisemønster, der senere blev benyttet af Holden på mange stationer fra den tid og er stadig synligt på nabostationen St James's Park. I 1949 kørte Metropolitan line Inner Circle-ruten, og den fik sin egen identitet på netværkskort som Circle line.
Mellem ultimo 1962 og primo 1964 perronernes østlige ender forlænget, så de kan betjene 8-vogns-tog. Dette involverede en forsigtig forstørring af tunnelerne under Metropolitan Police Services oprindelige hovedkvarter i New Scotland Yard (nu Norman Shaw Buildings). Stationen blev totalombygget for at inkorporere de nye dybtliggende Jubilee line-perroner, da denne blev forlænget til London Docklands i 1990'erne. Under ombygningen blev afgravningsstationens perroner sænket for at give adgang til stueetagen i Portcullis House. Dette blev udført i små trin, når banen var lukket om natten.

### Dybtliggende station
Da den første del af Jubilee line blev planlagt i 1970'erne, var anden etape påtænkt at fortsætte banen mod øst fra endestationen på Charing Cross til City of London, Woolwich og Thamesmead. Westminster Station var ikke på denne planlagte rute, men behovet for at skaffe transportinfrastruktur til byudviklingsområdet i London Docklands i det øst- og sydøstlige London førte til en omledning af ruten til at gå via Westminster med forbindelse til Waterloo og London Bridge Stationer for de nye udviklingsområder. For forlængelsen af Jubilee line blev bygninger nær stationen revet ned og afgravningsstationen blev fuldstændig ombygget sammen med byggeriet af en parlamentarisk kontorbygning, Portcullis House, ovenpå stationen. Begge projekter var designet af Michael Hopkins & Partners.
Anlægget af den dybtliggende station indebar udgravning af et 39 m dybt tomrum rundt om og under afgravningsstationen, der huser rulletrapperne til Jubilee line-perronerne. Tomrummet (kaldet stationsboksen) var den dybeste udgravning nogensinde i det centrale London og blev udført mellem tykke membranvægge i armeret beton, stivnet og understøttet horisontalt for stabilitet. Under Bridge Street, på sydsiden af stationsboksen, er de to Jubilee line-perrontunneler arranged vertikalt med det vestgående spor under det østgående. Stationboksudgravningens dybde og tunnelernes omgivelser udgjorde en signifikant risiko for stabiliteten af fundamentet på Houses of Parliaments klokketårn, kun 34 m fra kanten af stationsboksen. For at beskytte fundamentet og håndtere sætninger i undergrunden blev en række 50 m lange stålrør installeret rundt om og under klokketårnets 3 m tykke fundament. Rørene blev udstyret med et kontrolsystem, hvorigennem cementmørtel blev sprøjtet ned i jorden for at kompensere for sætninger, der var detekteret ved detaljerede opmålinger af klokketårnets position. Mens udgravning af stationsboksen og tunnelerne foregik blev der sprøjtet cementmørtel ned 22 gange mellem januar 1996 og september 1997. Processen begrænsede bevægelse af klokketårnet til et acceptabelt maksimum på 35 mm. Uden indsprøjtningen af cementmørtel ville bevægelsen være blevet mindst 120 mm, hvilket ville forårsage revner i tårnets konstruktion og ligeledes i Houses of Parliament. Jubilee line-perronerne blev åbnet den 22. december 1999, selvom der havde kørt tog gennem station uden stop fra den 20. november 1999.
Stationens arkitektur er en spartansk kombination af beton og rustfrit stål, med stablede rulletrappeskakte, der støttes fra en tværgående, afstivende konstruktion spændende gennem stationsboksen, og ruter for passagerer, der entrerer eller forlader stationen, adskilt fra dem, der skifter linje. Som de øvrige underjordiske stationer på forlængelsen har Jubilee line-perronerne afskærmningsdøre for at forbedre luftgennemstrømningen i systemet og øge sikkerheden. Stationens design vandt en række priser inklusive Civic Trust Award i 2000 og 2002, Royal Fine Art Commission Millennium Building of the Year-prisen i 2000 og RIBA's arkitekturpris i 2001. Begge projekter var i 2001 sammen kandidat for RIBA's prestigefyldte Stirling Prize.

## Betjening
Stationen er i takstzone 1. På District og Circle lines er stationen mellem St James's Park og Embankment, og på Jubilee line er den mellem Green Park og Waterloo. Togenes frekvens varierer gennem dagen, men generelt kører District line-tog hvert 2.-6. minut fra ca. 05:25 til 00:38 mod øst og 05:49 til 00:37 mod vest. Disse suppleres af Circle line-tog hvert 8.-12. minut fra ca. 05:49 til 00:24 mod vest og 05:36 til 00:19 mod øst. Jubilee line-tog kører hvert 2.-5. minut fra ca. 05:28 til 00:48 mod øst og 05:38 til 00:31 mod nord.

## Transportforbindelser
London buslinjer 3, 11, 12, 24, 53, 87, 88, 148, 159, 211, 453 og natlinjerne N2, N3, N11, N44, N52, N87, N109, N136, N155 og N381 betjener stationen.